# Rie Takahashi
Rie Takahashi (jap. 高橋 李依 Takahashi Rie; ur. 27 lutego 1994 w prefekturze Saitama) – japońska seiyū i piosenkarka związana z agencją 81 Produce oraz wydawnictwem muzycznym A-Sketch. Zwyciężczyni dwóch edycji Seiyū Awards.

## Filmografia
Ważniejsze role w anime, grach oraz japońskich wersjach seriali i filmów zagranicznych.

### Anime
- 2015: Szkolne życie! – Miki Naoki[3]
- 2016: KonoSuba – Megumin[4]
- 2016: Re: Zero – Życie w innym świecie od zera – Emilia, Satella[5]
- 2017: Knight’s & Magic – Ernesti Echevarria[6]
- 2018: Teasing Master Takagi-san – Takagi[7]
- 2018: Beztroski kemping – Ena Saitou[8]
- 2018: Comic Girls – Tsubasa Katsuki[9]
- 2018: Yuuna and the Haunted Hot Springs – Sagiri Ameno[10]
- 2019: Isekai Quartet – Emilia, Megumin[11]
- 2019: Fate/Grand Order – Absolute Demonic Front: Babylonia – Mash Kyrielight[12]
- 2020: Kakushigoto – Hime Gotō[13]
- 2020: Princess Connect! Re:Dive – Ameth[14]
- 2020: Dziewczyna do wynajęcia – Sumi Sakurasawa[15]
- 2021: Girlfriend, Girlfriend – Shino Kiryū[16]
- 2023: Tomo-chan wa onnanoko! – Tomo Aizawa[17]
- 2023: Moja gwiazda - Ai Hoshino[18]

### Gry komputerowe
- 2016: Fate/Grand Order – Mash Kyrielight[19]
- 2016: Granblue Fantasy – Erin[20]
- 2019: KonoSuba: God’s Blessing on this Wonderful World! Fantastic Days – Megumin[21]
- 2021: Genshin Impact – Hu Tao[22]
- 2022: Tower of Fantasy – Huma[23]

### Dubbing
- Pora na przygodę: Odległe krainy – Miętówka[24]
- Spider-Man Uniwersum – Peni Parker / SP//dr[25]
- Liga Młodych – Wonder Girl[26]

## Dyskografia

### Single
- 2021: U-utsu (jap. U撃つ)[27]

### Albumy
- 2021: Tо̄mei na Fusen (jap. 透明な付箋)[28]

## Nagrody
- Nagroda Seiyū (2016) w kategorii „Najlepsze objawienie wśród aktorek” za role Futaby Ichinose w anime Seiyu's Life! oraz Kobayashi w anime Rampo Kitan: Game of Laplace[29].
- Nagroda Seiyū (2022) w kategorii „Najlepsza aktorka drugoplanowa” za rolę Emilii w anime Re: Zero – Życie w innym świecie od zera[30].